# Koffi Djidji
Koffi Djidji (Bagnolet, 30 de novembro de 1992) é um futebolista profissional marfinense nascido na França que atua como defensor.

## Carreira
Koffi Djidji começou a carreira no Nantes.